# Winnie the Pooh. Ora abbiamo sei anni
Winnie the Pooh. Ora abbiamo sei anni (Now We Are Six)  è un libro di trentacinque poesie dello scrittore britannico A. A. Milne, illustrato da E. H. Shepard. Fu pubblicato originariamente in Gran Bretagna il 13 Ottobre 1927 dalla cada editrice Methuen & CO con le illustrazioni in bianco e nero. L'edizione a colori (colorata da Mark Burgess) del libro fu pubblicata per la prima volta nel 1989. Diverse di queste poesie vennero messe in musica da Harold Fraser-Simson e pubblicate in diversi songbook.
Ben undici delle poesie contenute nella raccolta sono accompagnate da illustrazioni con protagonisti i personaggi del mondo di Winnie-the-Pooh. Queste sono: "The Charcoal Burner", "Us Two", "The Engineer", "Furry Bear", "Knight-in-armour", "The Friend", "The Morning Walk", "Waiting at the Window", "Forgotten", "In the Dark" e "The End". Il famoso orso aveva già fatto la sua prima apparizione della prima raccolta di poesie When We Were Very Young, nella poesia intitolata "Teddy Bear".
Di Now We Are Six sono state fatte diverse parodie, tra cui Now We Are Sixty (Ora abbiamo sessant'anni) e Now We Are Sick (Ora siamo macabri), un'antologia di poesie horror del 2005 a curata di Neil Gaiman e Stephen Jones.

## Concepimento e pubblicazione

Winnie the Pooh fa la sua apparizione in diverse poesie e illustrazioni.

Questa fu la seconda e ultima raccolta di poesie per bambini scritta da A.A. Milne. L'introduzione di Milne a questo genere di letteratura avvenne quasi per caso quando nel 1923 la moglie Daphne decise di far pubblicare la poesia "Verspers", composta da Milne come regalo per lei, sulla rivista Vanity Fair. Incoraggiato dal successo, nonostante in quel periodo fosse sotto pressione per la scrittura di un libro poliziesco, Milne incominciò a scrivere una serie di poesie per bambini. Pubblicate in un primo momento a cadenza settimanale nella rivista Punch accompagnate dalle una illustrazioni di E. H. Shepard, vennero infine pubblicate nel 1924 nella prima raccolta di poesie When We Very Young. La raccolta divenne presto un best seller e venne seguita, tre anni dopo, dal libro Now We Are Six (13 ottobre 1927).
Proprio come la prima raccolta di poesie e i due romanzi con protagonista l'orso Winnie the Pooh, Now We Are Six trova ispirazione dal figlio dello scrittore Christopher Robin Milne. Il libro è quindi un'evocazione dell'infanzia attraverso gli occhi da bambino di sei anni di Robin. In una delle poesie l'orso Pooh tenta di aiutare Christopher Robin a completare gli esercizi scolastici per casa. Tuttavia Milne ha tenuto a precisare che non tutte le poesie hanno come target i bambini di quell'età:
Venendo pubblicato un anno dopo del primo romanzo di Winnie the Pooh, che all'epoca riscosse un gran successo, la raccolta presenta diverse poesie e illustrazioni che hanno come protagonisti Pooh e i suoi amici. Nell'introduzione al libro ci viene detto che, mentre stava cercando l'amico Pimpi, Pooh si è imbattuto in questo libro 
e che si è seduto per sbaglio su alcune delle sue pagine.

## Poesie
- Solitude
- King John's Christmas
- Busy
- Sneezles[3]
- Binker[4]
- Cherry Stones[3]
- The Knight Whose Armour Didn't Squeak
- Buttercup Days
- The Charcoal-Burner
- Us Two[4]
- The Old Sailor
- The Engineer[3]
- Journey's End
- Furry Bear[3]
- Forgiven[4]
- The Emperor's Rhyme[3]
- Knight-in-Armour
- Come Out with Me
- Down by the Pond[3]
- The Little Black Hen
- The Friend[3]
- The Good Little Girl
- A Thought
- King Hilary and The Beggarman
- Swing Song
- Explained
- Twice Times[3]
- The Morning Walk
- Cradle Song[3]
- Waiting at The Window[4]
- Pinkle Purr
- Wind on the Hill[3]
- Forgotten
- In the Dark[4]
- The End[4]